# Didymella caricis
Didymella caricis är en svampart som beskrevs av Syd. 1921. Didymella caricis ingår i släktet Didymella, ordningen Pleosporales, klassen Dothideomycetes, divisionen sporsäcksvampar och riket svampar.   Inga underarter finns listade i Catalogue of Life.